# Шрекхорн
Шрекхо́рн (нем. Schreckhorn) — гора в Бернских Альпах, в кантоне Берн, Швейцария. Это высочайшая из гор, находящихся полностью на территории кантона Берн. Её высота — 4078 метров над уровнем моря.
Шрекхорн является самой северной вершиной выше 4000 метров над уровнем моря в Альпах.
С 2001 года Шрекхорн, в составе региона Юнгфрау-Алеч-Бичхорн, являющегося охраняемым природным объектом, внесён в Список объектов Всемирного наследия ЮНЕСКО.

## География
Шрекхорн расположен в 10 км к юго-востоку от Гриндельвальда, между Верхним и Нижним Гриндельвальдским ледниками. Регион Шрекхорна представляет собой необитаемые долины ледников Аар и Фишер. Рядом со Шрекхорном находится вершина Лаутераархорн (нем. Lauteraarhorn), достигающая почти такой же высоты. Высшая точка Бернских Альп — гора Финстераархорн (нем. Finsteraarhorn) — лежит в 10 км южнее.

## Геология
Шрекхорн является частью массива Аар (нем. Aarmassiv). Массив сформирован в основном гранитами и гнейсами.
Тектонический подъём массива произошёл около 6 миллионов лет назад.

## Альпинизм

### История восхождений
Первое восхождение на вершину Шрекхорна было совершено 16 августа 1861 года, английским альпинистом Стивеном Лесли (англ. Stephen Leslie), Ульрихом Кауфманом (нем. Ulrich Kaufmann), Кристианом Михелем (нем. Christian Michel) и Петером Михелем (нем. Peter Michel). Их маршрут подъёма через кулуар Шрек к седловине Шрексаттель и затем по юго-восточному гребню был классическим маршрутом в течение последующих пятидесяти лет, но в настоящее время используется редко.
Перед первым удачным восхождением было несколько попыток покорения Шрекхорна, наиболее примечательными из которых являются попытка, предпринятая в 1828 году швейцарским натуралистом Иосифом Хуги (нем. Joseph Hugi, в его честь названа седловина Хугисаттель (нем. Hugisattel) под вершиной Финстераархорн) и восхождение в 1842 году швейцарского геолога Пьера Жана Эдуарда Дэсо (фр. Pierre Jean Édouard Desor) с гидами.

Как писал Дэсо позже, 
желание водрузить флаг на вершине Шрекхорна, единственной оставшейся непокорённой вершины в Бернских Альпах, было слишком сильно, чтобы мы могли ему сопротивляться.
 Но по ошибке его группа взошла на соседнюю со Шрекхорном вершину Лаутераархорн.
Первое восхождение по юго-западному гребню (сложность AD+) — нормальный маршрут, по которому осуществляется восхождение на Шрекхорн — было совершено Джоном Уиксом (англ. John Wicks), Эдуардом Брэнди (англ. Edward Branby) и Клауди Уилсон (англ. Claude Wilson) 26 июля 1902 года. Они решили подняться по очень крутому гребню без помощи местных гидов и успешно достигли вершины.
Северо-западный гребень (Андерсонграт (нем. Andersongrat, AD)) был впервые пройден Джоном Стэффордом Андерсоном (англ. John Stafford Anderson) и Джорджем Персивалем Бейкером (англ. George Percival Baker) с гидами Ульрихом Алмером (нем. Ulrich Almer) и Аллоизом Поллингером (нем. Aloys Pollinger) 7 августа 1883 года.
Вместо альпийского приюта Штралеггхютте (нем. Strahlegghütte), разрушенного лавиной, был построен горный приют Шрекхорнхютте (нем. Schreckhornhütte, 2520 м).
Подъём на Шрекхорн также возможен через альпийские приюты Глекштайнхютте (нем. Glecksteinhütte, 2317 м) и Лаутераархютте (нем. Lauteraarhütte, 2392 м).

### Маршруты восхождений
Классический маршрут начинается от горного приюта Финстераархорнхютте (3 046 м.) по юго-восточному склону горы до седловины Хугисаттель, откуда идёт подъём на северо-западный скальный гребень к вершине.
| Маршруты                                      | Начальная точка            | Время подъёма | Населённый пункт в долине              |
| --------------------------------------------- | -------------------------- | ------------- | -------------------------------------- |
| Юго-западный гребень (классический маршрут)   | Горный приют Шрекхорнхютте | 6-7 часов     | Гриндельвальд, 1034 м над уровнем моря |
| Северо-западный гребень (Гребень Андерсона)   | Горный приют Шрекхорнхютте | 6-8 часов     | Гриндельвальд, 1034 м над уровнем моря |
| Südpfeiler (букв. «Южная колонна», контрфорс) | Горный приют Шрекхорнхютте | 8½-9½ часов   | Гриндельвальд, 1034 м над уровнем моря |

## Шрекхорн в литературе
Шрекхорн упоминается в пьесе Фридриха Шиллера «Вильгельм Телль», а также в письме Генриха фон Кляйста своей сестре.